# Slade Alive!
Albums de Slade
Play It Loud
(1970) Slayed?
(1972)
Slade Alive! est le premier album live du groupe de hard rock et de glam rock britannique Slade. Il est sorti en 1972 sur le label Polydor.
Produit par Chas Chandler et enregistré au Command Theatre Studio,
 pour 600 livres sterling seulement, l'album est un mélange de morceaux originaux de Slade et de reprises, comme le classique de Steppenwolf, Born to Be Wild, ou encore Get Down And Get With It, le showstopper de l'album.
Il permet au groupe d'entrer pour la première fois dans le classement des meilleures ventes britanniques : il y entre en avril 1972 et y reste durant cinquante-huit semaines, culminant en deuxième position,.

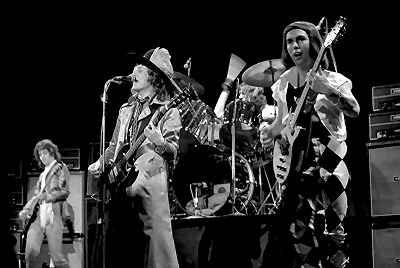
Slade.

## Fiche technique

### Chansons
| 1. | Hear Me Calling (reprise de Ten Years After)               | Alvin Lee                                    | 5:46 |
| 2. | In Like a Shot from My Gun                                 | Noddy Holder, Jim Lea, Don Powell            | 3:33 |
| 3. | Darling Be Home Soon (en) (reprise de The Lovin' Spoonful) | John Sebastian                               | 5:43 |
| 4. | Know Who You Are (en)                                      | Dave Hill, Noddy Holder, Jim Lea, Don Powell | 3:37 |

| 5. | Keep On Rocking                          | Dave Hill, Noddy Holder, Jim Lea, Don Powell | 6:29 |
| 6. | Get Down and Get With It (en)            | Bobby Marchan (en)                           | 5:33 |
| 7. | Born to Be Wild (reprise de Steppenwolf) | Mars Bonfire (en)                            | 8:12 |

### Musiciens
- Noddy Holder : chant, guitare rythmique
- Dave Hill : guitare solo, chœurs
- Jim Lea : basse, chœurs
- Don Powell : batterie

### Équipe de production
- Chas Chandler : production
- Barry Ainsworth : ingénieur du son
- Alan O'Duffy : mixage
- Derek Robinson : pochette
- Chris Walter : photographie
- M. Webb : illustrations (pochette intérieure)

### Classements et certifications
| Classement                    | Meilleure position |
| ----------------------------- | ------------------ |
| Allemagne                     | 25                 |
| Australie (Kent Music Report) | 1                  |
| Autriche (Ö3 Austria Top 40)  | 8                  |
| États-Unis (Billboard 200)    | 158                |
| Norvège (VG-lista)            | 18                 |
| Royaume-Uni (UK Albums Chart) | 2                  |